# Бабаев, Тухтасин Бабаевич
Тухтасин (Тухтасим, Тохтасин) Бабаевич Бабаев (1923—2000) — младший сержант Рабоче-крестьянской Красной Армии, участник Великой Отечественной войны, Герой Советского Союза (1944).

## Биография
Родился 12 января 1923 года в селе Джанкетмень (ныне — Узбекистанский район Ферганской области) в крестьянской семье.
После окончания средней школы работал в колхозе.
В 1942 году призван на службу в Рабоче-крестьянскую Красную Армию. С ноября 1942 года — на фронтах Великой Отечественной войны. К октябрю 1943 года младший сержант Тухтасин Бабаев командовал отделением 154-го отдельной разведывательной роты, 81-й стрелковой дивизии, 29-го стрелкового корпуса, 61-й армии, Белорусского фронта. В 1943 году вступил в ВКП(б). Отличился во время битвы за Днепр.
1 октября 1943 года Бабаев одним из первых форсировал Днепр в районе хутора Змеи Репкинского района Черниговской области Украинской ССР и принял участие в отражении семи контратак немецких подразделений. 2 октября совместно со своим отделение участвовал в отражении четырёх контратак противника, в ходе которых уничтожил 6 пулемётов и 10 немецких солдат. Получил тяжёлое ранение, однако не покинул поля боя до окончания сражения.
Указом Президиума Верховного Совета СССР «О присвоении звания Героя Советского Союза генералам, офицерскому, сержантскому и рядовому составу Красной Армии» от 15 января 1944 года за «образцовое выполнение боевых заданий командования по форсированию реки Днепр и проявленные при этом мужество и героизм» младший сержант Тухтасин Бабаев был удостоен высокого звания Героя Советского Союза с вручением ордена Ленина и медали «Золотая Звезда».
После окончания войны был демобилизован. Работал председателем колхоза, директором совхоза. В 1952 году окончил юридический институт в Ташкенте.
С 1962 года проживал в городе Ахангаран Ташкентской области, работал в торговле.
Награждён орденами Отечественной войны 1-й и 2-й степеней, Славы 3-й степени, рядом медалей.